# Epizeuxis rotundalis
Epizeuxis rotundalis är en fjärilsart som beskrevs av Walker 1865. Epizeuxis rotundalis ingår i släktet Epizeuxis och familjen nattflyn. Inga underarter finns listade i Catalogue of Life.